# Reed Business Information NL
Reed Business Information NL (van 2001 tot 2007 Reed Business Information en van 1997 tot 2001 Elsevier bedrijfsinformatie) is de Nederlandse tak van RELX Group op het gebied van informatie en analytics.

## Geschiedenis
Reed Business Information is een voortzetting van verscheidene uitgeverijen, waarvan Bonaventura de belangrijkste is. Bonaventura was een dochter van Elsevier's Uitgeversmaatschappij, in 1880 opgericht door Jacobus George Robbers. Robbers noemde het bedrijf naar het Zuid-Nederlandse uitgeversgeslacht Elzevir, dat rond 1587 onder meer werk van Erasmus had uitgegeven.
Elsevier begon in Rotterdam maar verhuisde in 1887 naar Amsterdam. Tot 1940 bleef Elsevier een kleine familie-uitgeverij, met niet meer dan 10 werknemers. Na de Tweede Wereldoorlog lanceerde de uitgeverij Elseviers Weekblad, een voortzetting van Elsevier's Geïllustreerd Maandschrift, dat van 1890 tot 1940 verscheen, toen het door de Duitsers werd verboden.
Elseviers Weekblad was onmiddellijk een succes, waarmee de uitgeverij veel geld verdiende. Dit werd aangewend om de activiteiten sterk uit te breiden. Zo wordt Elsevier's Uitgeversmaatschappij in 1976 voor 100% eigenaar van de Misset-bedrijven, genoemd naar Cornelis Misset die in 1873 een handelsdrukkerij in Doetinchem was begonnen. Al vanaf 1968 maakte Misset deel uit van NV Uitgeversmaatschappij Elsevier te Amsterdam en de International Publishing Corporation te Londen. In 1972 volgt een splitsing tussen drukkerij en uitgeverij. In 1989 maakt de grafische tak van Misset zich los van Elsevier en gaat een samenwerking aan met Henkes Senefelder (ook een oud-Elsevier bedrijf). De nieuwe naam van het bedrijf wordt Senefelder Misset.
In 1997 werden de uitgeverijen Misset en Bonaventura, de dochter van Elsevier's Uitgeversmaatschappij, samengevoegd tot Elsevier bedrijfsinformatie. Beide uitgeverijen waren gespecialiseerd in professionele informatieverstrekking, vooral in de vorm van vaktijdschriften. Een jaar later werden de uitgeverijen Delwel en VUGA hieraan toegevoegd. Daarna is de naam veranderd in Reed Business Information.
Per 1 januari 2019 is het agrarische portfolio van Reed Business Information door RELX verkocht aan een nieuw opgerichte onderneming genaamd Doorakkeren BV. Het betreft onder andere het weekblad Boerderij, Pluimveehouderij, Groente en Fruit en Trekker. De eigenaren kozen ervoor om de titels uit te brengen onder de naam Misset Uitgeverij. Reed Business Information is kort daarna samengegaan met zusterbedrijf Lexis Nexis Risk Solutions en onder die naam verder gegaan. 

## Bedrijfsprofiel
Reed Business Information is een onderdeel van RELX Group. RELX is een wereldwijde aanbieder van informatie en analytics voor professionals en zakelijke klanten en heeft 30.000 medewerkers, met vestigingen in Amerika, Europa, Azië en Australië. RELX Group kent vier divisies, te weten Scientific, Technical & Medical, Risk & Business Analytics, Legal en Exhibitions. Het hoofdkantoor is gevestigd in Londen.